# Robeisy Ramírez
Robeisy Eloy Ramírez Carrazana (* 20. Dezember 1993 in Cienfuegos) ist ein kubanischer Boxer und zweifacher Olympiasieger (2012 und 2016) im Fliegen- bzw. Bantamgewicht.

## Karriere

### Jugend und Junioren
2009 wurde Ramírez Bronzemedaillengewinner der Juniorenweltmeisterschaften in Jerewan und Goldmedaillengewinner der Amerikanischen Juniorenmeisterschaften in Quito. Beide Erfolge erzielte er im Fliegengewicht (–52 kg). 
2010 siegte er bei den Amerikanischen Jugendmeisterschaften in Santiago de los Caballeros und gewann im Bantamgewicht (-54 kg) auch die Jugend-Weltmeisterschaften 2010 in Baku mit einem Finalsieg über Shiva Thapa. Diesen besiegte er auch im Finale der Olympischen Jugendspiele 2010 in Singapur.

### Männer
Bereits 17-jährig nahm Ramírez 2010 erstmals an den kubanischen Meisterschaften teil und errang auf Anhieb eine Bronzemedaille. Da er sich in der internen Auslese im Laufe dieses Jahres durchsetzte, konnte er bei den Weltmeisterschaften 2011 starten, bei denen er nach Siegen über Veli Mumin und Sudesh Manandhar, im Achtelfinale auf den späteren Weltmeister Michail Alojan traf und diesen Kampf verlor. Er belegte Damit den 9. Platz und qualifizierte sich somit für die Olympischen Spiele 2012 in London. 
Vor dem Start bei den Olympischen Spielen erkämpfte sich Ramírez bei den Panamerikanischen Spielen 2011 in Guadalajara die Goldmedaille und wurde erstmals kubanischer Meister.
Bei den Olympischen Spielen 2012 in London erreichte Ramírez mit Siegen über Katsuaki Susa, Chatchai Butdee und Andrew Selby das Halbfinale, welches er gegen Michael Conlan gewann. Im Finale traf er auf Njambajaryn Tögstsogt und konnte auch diesen Kampf für sich entscheiden, womit er die olympische Goldmedaille im Fliegengewicht gewann.
2013 wechselte Ramírez ins Bantamgewicht und schlug im Finale der kubanischen Meisterschaft Lázaro Álvarez. Im selben Jahr gewann er auch die Amerikanischen Meisterschaften in Santiago de Chile und schlug unter anderem Robenilson de Jesus. Bei den Weltmeisterschaften 2013 erreichte er mit Siegen gegen Zhang Jiawei und Aram Awagjan das Viertelfinale, in dem er gegen Qairat Jeralijew verlor.
Ende Januar 2014 schloss der kubanische Boxverband Ramírez für die Dauer von sechs Monaten von internationalen Wettkämpfen aus. Bereits im November 2013 war eine mit wiederholt ausgelassenen Trainingseinheiten begründete öffentliche Verwarnung gegen ihn ausgesprochen worden. Im November desselben Jahres gewann er die Zentralamerika- und Karibikspiele in Veracruz, im Dezember errang er mit einem knappen Finalsieg von 2:1 gegen Andy Cruz seinen dritten kubanischen Meistertitel in Folge.
2016 qualifizierte er sich bei einem Turnier in Baku für die Olympischen Spiele in Rio de Janeiro. Dort gewann er mit siegreichen Entscheidungen über Shiva Thapa, Mohamed Hamout, Zhang Jiawei, Murodjon Ahmadaliyev und Shakur Stevenson, seine zweite olympische Goldmedaille.